# رابرت لینزی
رابرت لینزی (انگلیسی: Robert Lindsey؛ زادهٔ ۴ ژانویهٔ ۱۹۳۵) روزنامه‌نگار، فیلم‌نامه‌نویس و مؤلف کتاب‌های جنایت واقعی اهل ایالات متحده آمریکا است.
از فیلم‌هایی که وی در آن‌ها نقش داشته‌است، می‌توان به شاهین و آدم‌برفی اشاره نمود.
همچنین برندهٔ جوایزی همچون جایزه ادگار شده‌است.